# Monument aux morts de Montbrison
Le monument aux morts de Montbrison est un cénotaphe situé dans le jardin public à Montbrison qui rend hommage aux soldats morts durant la Première Guerre mondiale et à l'aviateur Émile Reymond, sénateur et commandant-aviateur tué le 21 octobre 1914.
La ville compte également deux autres monuments aux morts : une colonne commémorative aux Combattants du sculpteur lyonnais Prost, érigée en 1922 sur la place de la Grande fontaine, devenue place des Combattants et un autre dans l'ancienne commune de Moingt rattachée en 1973.

## Description
En 1920, le monument aux morts est érigé, à l'époque à côté du portail de l'ancienne caserne de Vaux. Il est transféré à la démolition de la caserne au jardin d'Allard en 1980.
Le monument se présente comme un mur en calcaire d'une hauteur de 6,65 m sur 7,70 m de large; il évoque un arc commémoratif fermé par une porte. Le linteau, qui couronne la composition, reçoit l´inscription en relief méplat : MORTS POUR LA PATRIE et sur les montants latéraux les dates 1914 / 1918.
À l'avant, quatre poilus entourent le buste d'Émile Reymond posé sur un piédestal, qui porte l´inscription : Dr EMILE REYMOND / SENATEUR DE LA LOIRE / APOTRE DE L´AVIATION / MORT / AU CHAMP D´HONNEUR / 1864-1914. De part et d´autre du buste d'Émile Reymond, deux allégories féminines en bas-relief, la médecine et l´aviation, évoquent ses orientations professionnelles et sur la plinthe une de ses pensées : IL FAUT QU'IL Y AIT DES MORTS POUR QUE PAR CENTAINES / SE PRESENTENT CEUX QUI ASPIRENT A LES REMPLACER / E. REYMOND 10 juillet 1912.
Dans la partie basse de chaque montant une plaque gravée mentionne : MORTS POUR LA FRANCE DEPUIS 1939 et CAMPAGNE AFN. Chaque guerre indique la liste de ses morts, qui pour la Grande Guerre se répartit aussi de chaque côté du groupe sculpté : soit 187 morts pour la guerre de 1914-1918, 30 morts pour la Seconde Guerre mondiale et 4 morts pour la campagne d´Afrique du Nord.

## Histoire
Le monument est installé, à partir de 1917, près du portail de la caserne de Vaux, le long de l´avenue de la Libération par l'entrepreneur de maçonnerie Julien Dubost. Il fut financé par une souscription nationale, avant même la fin de la guerre.
Le 24 mai 1920, le président de la République de l'époque Paul Deschanel, ami personnel d'Émile Reymond, est attendu pour présider en personne l'inauguration du monument aux morts. Cet événement est d'une grande importance pour la région avec un podium monté place Eugène-Beaune pour le discours. Parti la veille de Paris en train, Paul Deschanel tombe du train vers minuit aux alentours de Montargis (Loiret), suivi de l'épisode cocasse du garde-barrière qui trouva le président en pyjama sur la voie et ne le reconnut pas sur le champ. Le président ne fut donc pas présent à l'inauguration.
Le monument aux morts est inscrit au titre des monuments historiques le 13 mars 2019,. Il fait partie d'un ensemble de 40 monuments aux morts de la région Auvergne-Rhône-Alpes protégés à cette date pour leur valeur architecturale, artistique ou historique. Un arrêté de classement du 28 décembre 2021 se substitue à l'arrêté d'inscription.